# Vertault
Vertault ist eine französische Gemeinde mit 50 Einwohnern (Stand 1. Januar 2022) im Département Côte-d’Or in der Region Bourgogne-Franche-Comté. Sie gehört zum Arrondissement Montbard und zum Kanton Châtillon-sur-Seine.
Nachbargemeinden sind Channes im Nordwesten, Bragelogne-Beauvoir im Norden, Molesme im Nordosten, Villedieu im Südosten und Channay im Süden.

## Bevölkerungsentwicklung
| Jahr                       | 1962 | 1968 | 1975 | 1982 | 1990 | 1999 | 2008 | 2015 |
| -------------------------- | ---- | ---- | ---- | ---- | ---- | ---- | ---- | ---- |
| Einwohner                  | 85   | 94   | 77   | 52   | 42   | 51   | 54   | 58   |
| Quellen: Cassini und INSEE |      |      |      |      |      |      |      |      |

## Sehenswürdigkeiten

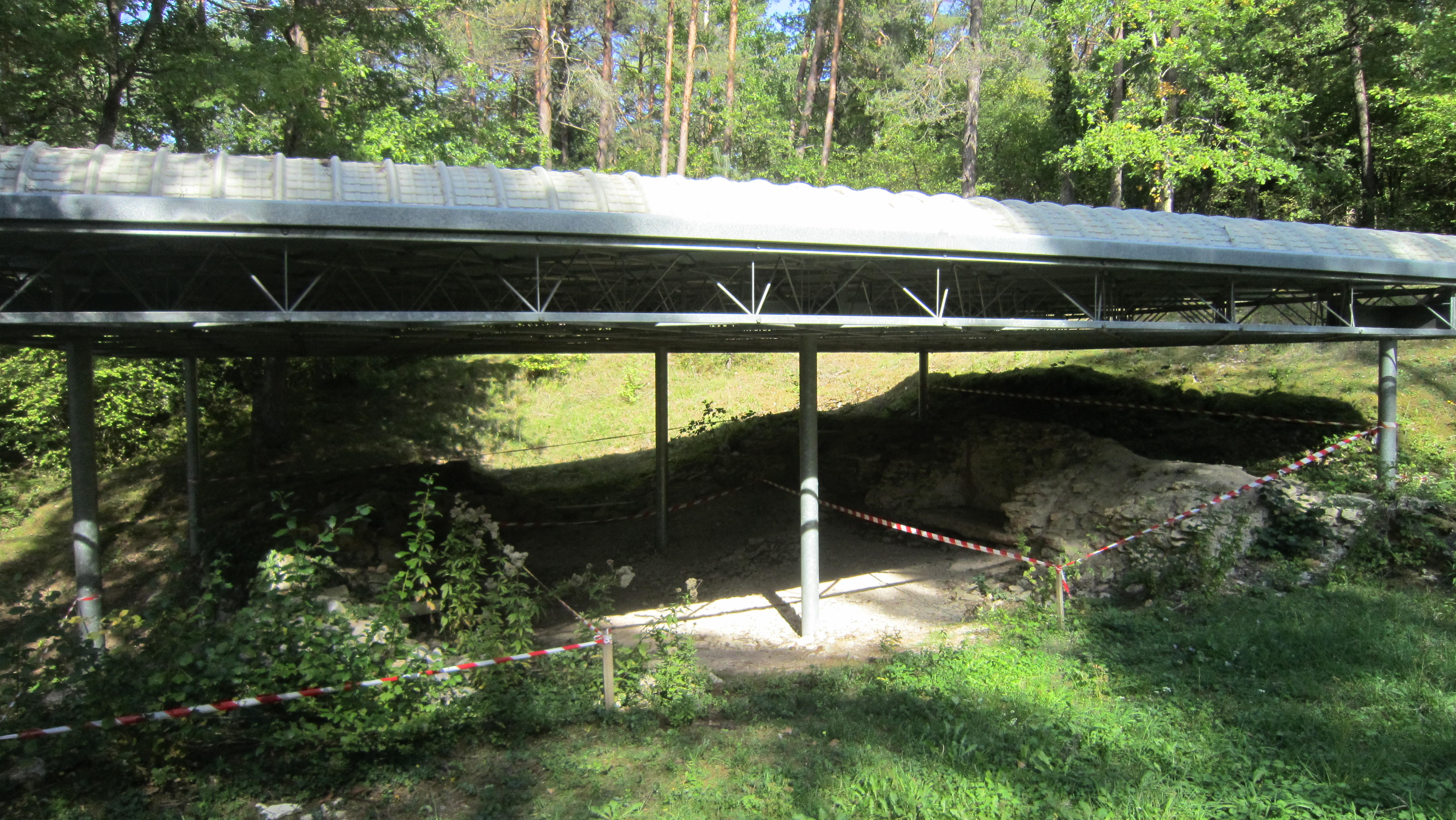
Überreste eines galloromanischen Bades aus Vertillum

In der Umgebung der späteren Ortschaft Vertault befand sich in der Antike die Siedlung Vertillum. Diese wurde bei Ausgrabungen im 19. Jahrhundert nachgewiesen. Unter den zahlreichen Artefakten war auch das Relief von Vertault.